# Édouard Legille
Édouard Legille (*  1926; † 28. Januar 2015 in Luxemburg) war ein luxemburgischer Ingenieur, Erfinder und Manager.

## Leben
Legille arbeitete und lernte zunächst im elterlichen Landmaschinenbetrieb seines Vaters in Bürmeringen. 1971 wurde Legille Generaldirektor des 1870 gegründeten Anlagenbauers Paul Wurth. In den 1970er und 1980er Jahren setzte er die Internationalisierung des Unternehmens durch, welches bis dato sich auf den Luxemburger Stahlmarkt konzentriert hatte. Von 1986 bis 1995 stand er dem Verwaltungsrat vor. Im selben Jahr wurde er zum Ehrenpräsidenten des Unternehmens ernannt. Legille war Mitglied des Rotary Clubs Luxemburg.

## Wirken
In den 1970er Jahren entwickelte er den glockenlosen Gichtverschluss – ein Verfahren, das die Hochofentechnik maßgeblich veränderte. Nach einem Testlauf in einer Versuchsanlage in Hollerich (Luxemburg) im Herbst 1971 wurde das Verfahren erstmals in der August Thyssen-Hütte in Duisburg kommerziell angewendet. Die Skizzen zur Erfindung entstanden angeblich 1970 aus Langeweile während eines verregneten Spanienurlaubes. Dem Patent folgten über 40 weitere Patente im Bereich der Stahlerzeugung und Bearbeitung.